# Habronyx clothos
Habronyx clothos là một loài tò vò trong họ Ichneumonidae.